# Bisztrajai járás

A Bisztrajai járás a Kamcsatkai határterületen

A Bisztrajai járás (oroszul Быстринский район) járás Oroszországban, a Kamcsatkai határterületen. Székhelye Esszo falu.

## Népesség
- 2002-ben 2 660 lakosa volt, melyből 806 even (30%), 150 korják (5,5%), 57 itelmen nemzetiségű.
- 2010-ben 2 560 lakosa volt.